# استیسی ایبرامز
استیسی اِیْبرامز سیاستمدار، وکیل و رمان‌نویس آمریکایی است که از ۲۰۱۱ تا ۲۰۱۷ رهبر اقلیت مجلس نمایندگان جرجیا بوده‌است. او که عضو حزب دموکرات، نامزد حزبش در انتخابات فرمانداری ۲۰۱۸ جرجیا بود، نتیجه را به براین کمپ واگذار کرد. او نخستین زن سیاهپوست نامزد یکی از احزاب اصلی آمریکا در انتخابات‌های فرمانداری بود و در صورت پیروزی نخستین فرماندار زن سیاهپوست در کشور می‌شد